# Coelichneumon neocitimus
Coelichneumon neocitimus là một loài tò vò trong họ Ichneumonidae.